# Агабабова, Эльза Романовна
Эльза Романовна Агабабова (3 января 1929 — 19 декабря 2005) — советский и российский ревматолог, доктор медицинских наук, профессор, заслуженный деятель науки РФ (2001). Автор более 230 научных работ, в том числе первых отечественных руководств по ревматологии, научный руководитель 23 кандидатских и 6 докторских диссертаций. В память об Э. Р. Агабабовой, внесшей большой вклад в развитие отечественной ревматологии, и особенно в изучение серонегативных спондилоартритов, ее семья учредила именную премию, которая вручается один раз в четыре года на Всероссийском съезде ревматологов.
В 1951 году Э. Р. Агабабова с отличием окончила Дагестанский государственный медицинский институт и в течение года была клиническим ординатором кафедры госпитальной терапии этого института. В октябре 1952 года переехала в Москву и была направлена для продолжения ординатуры в Первый Московский медицинский институт им. И. М. Сеченова на кафедру факультетской терапии, которой в тот момент руководил Действительный член Академии медицинских наук профессор Владимир Виноградов. По окончании ординатуры осталась в клинике и входила в персональную научную группу В. Н. Виноградова, под его руководством защитила кандидатскую (1957) и докторскую (1967) диссертации. Работы Э. Р. Агабабовой внесли значительный вклад в разработку стрептококковой этиологии ревматизма. При её активном участии в практику были внедрены методы определения антител к стрептококку, на базе факультетской терапевтической клиники 1-го ММИ им И. М. Сеченова создан первый в стране ревматологический кабинет.
В 1964 году Э. Р. Агабабова перешла в артрологический сектор Института ревматизма. В 1974 году он был разделен на два отделения, и Э. Р. Агабабова стала руководителем отделения артритов. С 1989 по 2003 возглавляла созданную ей лабораторию серонегативных спондилоартритов.